# Escuelas Públicas del Condado de Broward

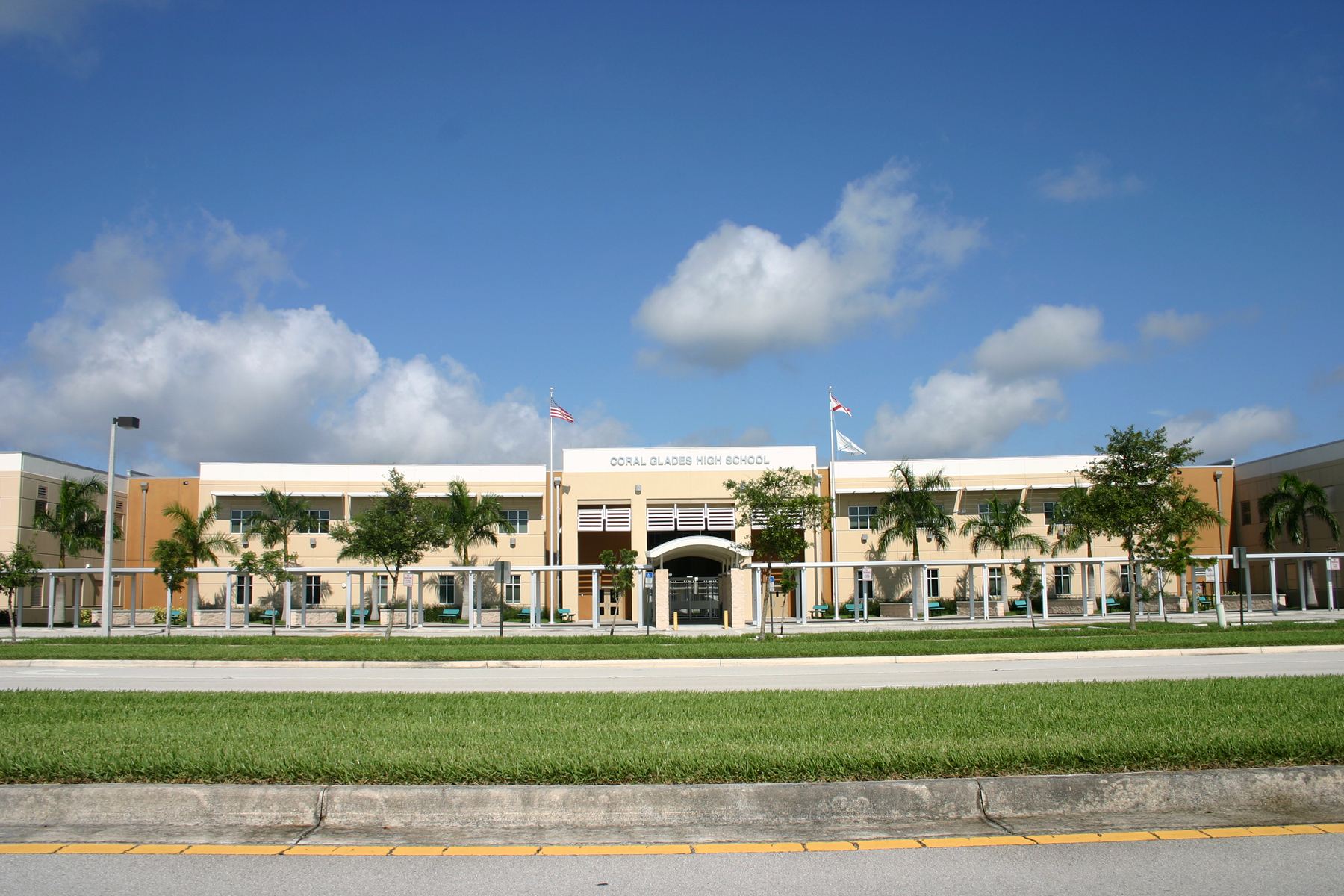
Coral Glades High School en Coral Springs

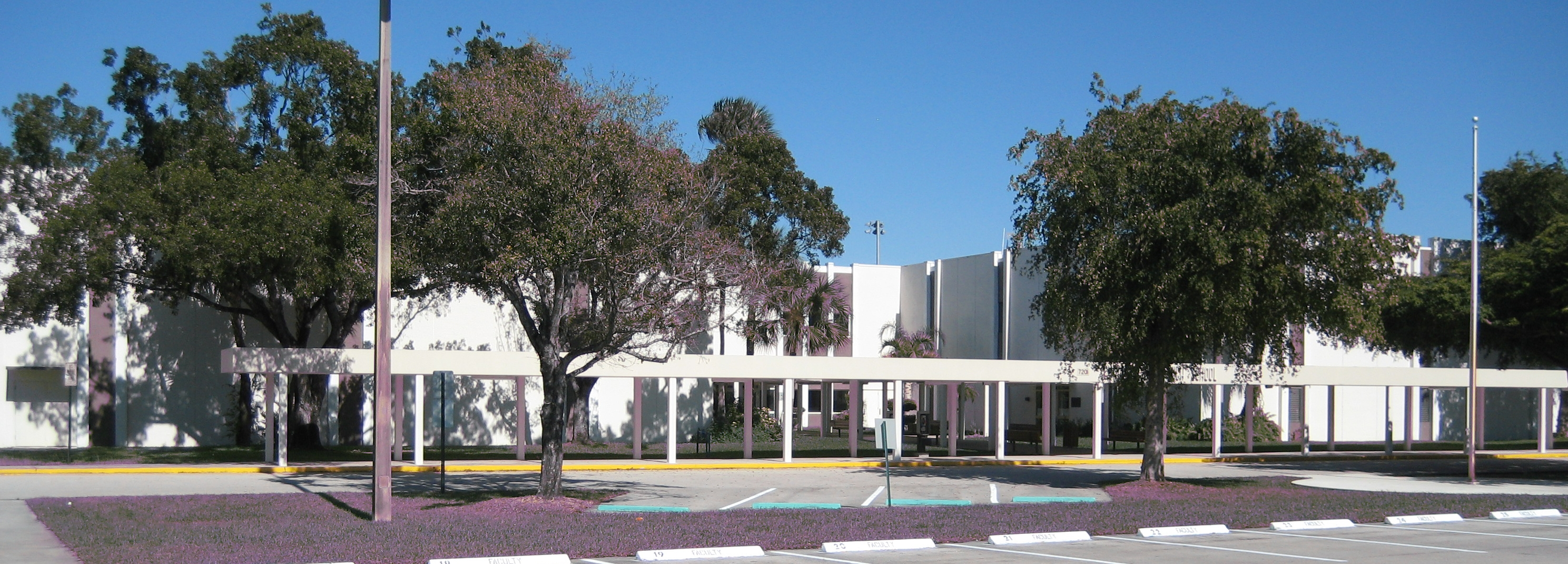
Coral Springs High School en Coral Springs

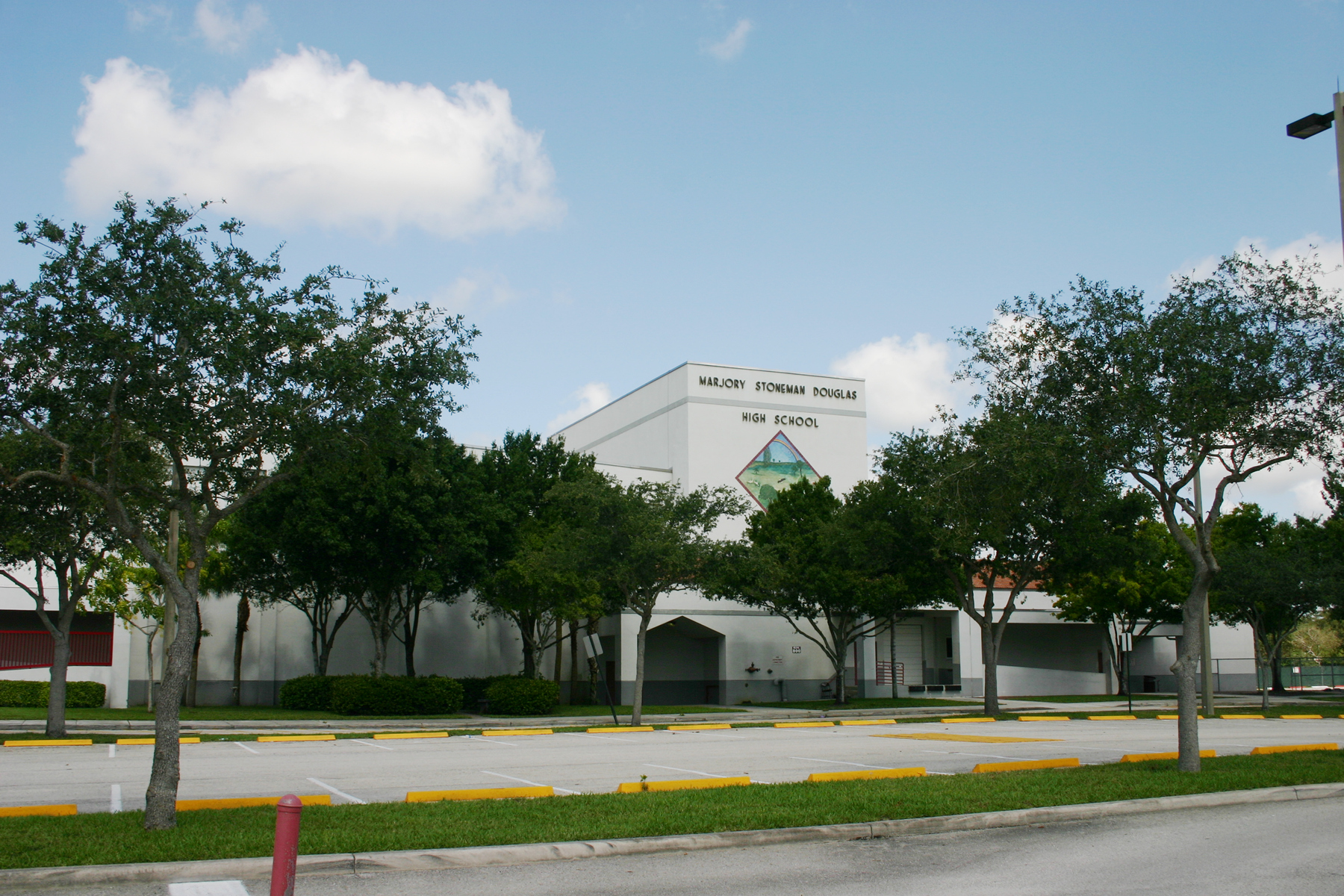
Marjory Stoneman Douglas High School en Parkland

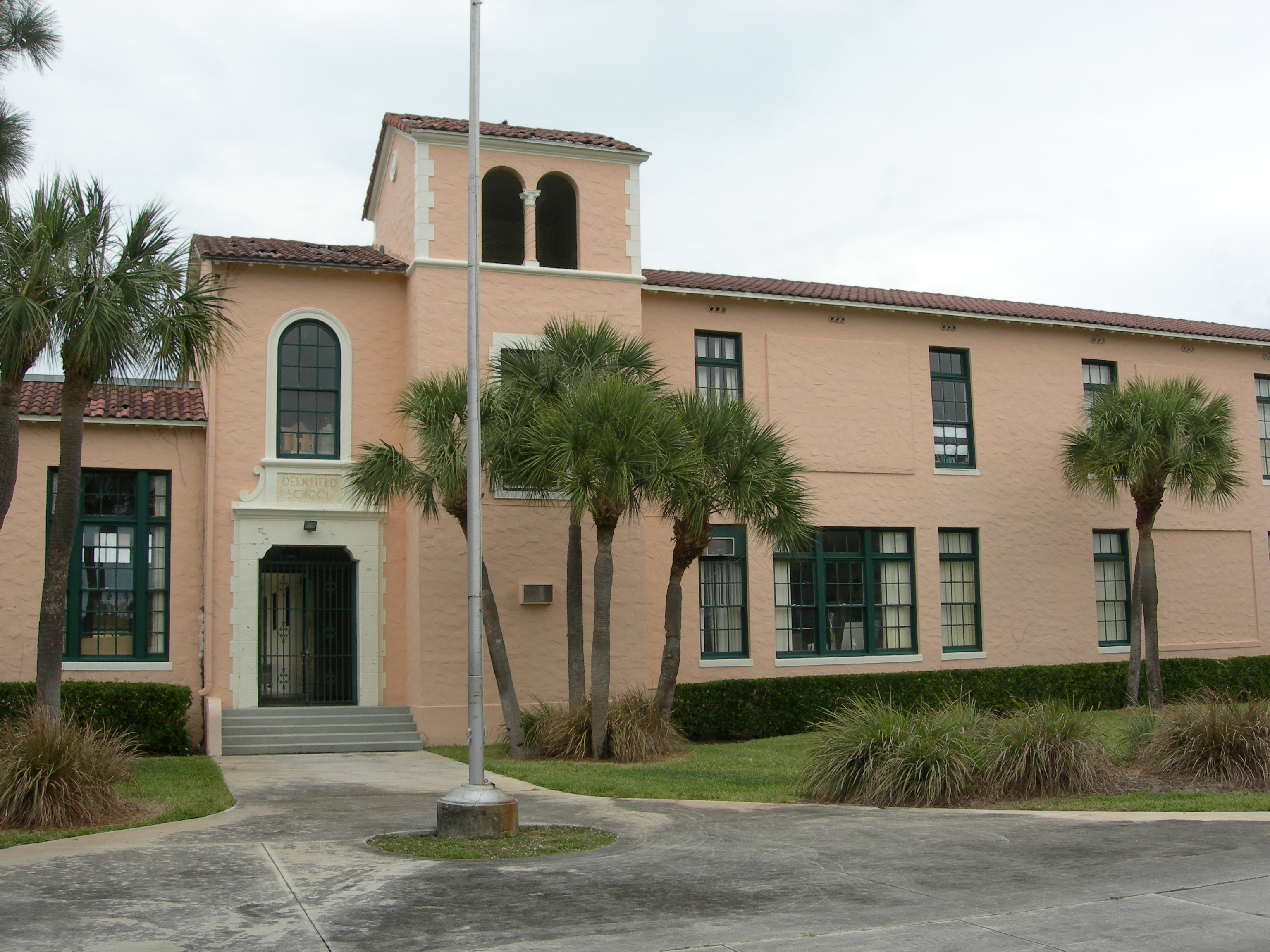
Deerfield Beach Elementary School en Deerfield Beach

Las Escuelas Públicas del Condado de Broward (Broward County Public Schools en inglés) es un distrito escolar en la Florida, y el sexto más grande de los Estados Unidos. El distrito tiene escuelas en el Condado de Broward y su sede se encuentra en Fort Lauderdale.

## Escuelas

### Escuelas secundarias
- Atlantic Technical Center High School
- Blanche Ely High School
- Boyd H. Anderson High School
- Broward Virtual Education High
- Charles W. Flanagan High School
- Coconut Creek High School
- Cooper City High School
- College Academy @ BCC
- Coral Glades High School
- Coral Springs High School
- Cypress Bay High School
- Deerfield Beach High School
- Dillard High School
- Everglades High School
- Fort Lauderdale High School
- Hallandale High School
- Hollywood Hills High School
- J. P. Taravella High School
- McArthur High School (1961)
- McFatter Technical Center
- Miramar High School
- Monarch High School
- Northeast High School
- Nova High School
- Piper High School
- Plantation High School
- Pompano Beach High School
- South Broward High School
- South Plantation High School
- Marjory Stoneman Douglas High School
- Stranahan High School
- West Broward High School
- Western High School